# 境 (民間信仰)
境的字義是疆界、區域等，在中國大陸與臺灣等地的民間信仰之中，一間廟宇的祭祀圈可稱為「境」，此時又稱為「廟境」或該廟宇的「轄境」，而衍生而來的詞彙便有「巡境」、「遶境」、「合境」、「香境」，而廟宇祭祀圈以內的地方可稱為「內境」，以外的地方稱為「外境」。
在臺灣，清末的臺灣府城等地出現結合數間廟宇的「聯境」，具有地方居民自我防衛的功能，後來隨著臺灣警政體系的發展，「聯境」的民防色彩淡化，但聯境內各廟之間仍有往來，於廟會時相互支援，使得「聯境」轉為交陪聯誼組織。